# Mercedes Capsir
Mercedes Capsir y Vidal  (Mercè Capsir i Vidal) (Barcelona, 3 de agosto de 1897 - Suzzara, Lombardía, Italia, 13 de marzo de 1969) fue una soprano española.
Estudió canto, piano y composición en el Conservatorio del Liceo. Su primer papel operístico fue Gilda, de Rigoletto, con el que debutó en Gerona (1913), el Gran Teatro del Liceo (1914) y el Teatro Real de Madrid (1916), así como en el San Carlos de Lisboa y el Colón de Buenos Aires. Su carrera italiana comenzó en 1919, en Bolonia, Florencia y Nápoles, interpretando los grandes papeles de soprano ligera. Uno de sus mayores éxitos tuvo lugar en su presentación en la Scala de Milán, en 1924, en un Rigoletto, junto a Miguel Fleta y Carlo Galeffi, dirigidos por Toscanini. Regresó habitualmente a la Scala hasta 1934. 
Su carrera le hace aparecer en diferentes capitales europeas (París, Londres, Berlín o Viena), siempre con un repertorio limitado a unos pocos papeles de soprano ligera (Gilda, Rosina, Amina o Elvira), a los que añadió La Traviata o Lucia di Lammermoor. Su última aparición escénica fue en el Liceo de Barcelona, en 1949, con la Carolina de Il matrimonio segreto, antes de dedicarse a la enseñanza. En 1968 se traslada a Italia, donde fallecería poco después.
Entre los años 1928 y 1930 dejó diversas grabaciones, hechas en la Scala de Milán, entre las que destacan sus especialidades: La Traviata, Rigoletto, Lucia di Lammermoor y El barbero de Sevilla. Del año 1929 es la famosa grabación de Marina, de Emilio Arrieta, junto a Hipólito Lázaro y José Mardones.